# Себастьян Фернандес
Себастьян Фернандес (ісп. Sebastián Bruno Fernández, нар. 23 травня 1985, Монтевідео) — уругвайський футболіст, нападник клубу «Насьйональ». Виступав за національну збірну Уругваю.

## Клубна кар'єра
У дорослому футболі дебютував 2004 року виступами за «Мірамар Місьйонес», в якому провів три з половиною сезони, взявши участь у 75 матчах чемпіонату.
У січні 2007 року став гравцем «Дефенсор Спортінга». Сезоні 2007/08 став один з найкращих сезонів в історії клубу, який за його підсумками втретє виграв чемпіонат Уругваю. Сам Фернандес в 32 матчах першості відзначився 15 забитими голами.

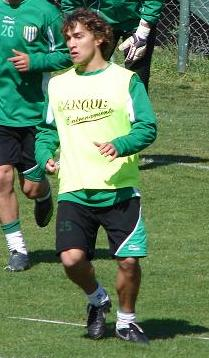
Фернандес у формі «Банфілда»

З серпня 2008 року Себа виступає за аргентинський «Банфілд». В апертурі 2009 року він склав ударну уругвайську зв'язку із Сантьяго Сільвою. «Банфілд» вперше у своїй історії став чемпіоном Аргентини.
У серпні 2010 року Фернандес перейшов у іспанську «Малагу» за 3,6 млн євро, ставши найдорожчим придбанням в історії клубу на той момент. Він підписав чотирирічний контракт з клубом. 28 серпня у своєму дебютному матчі проти «Валенсії», Себа забив свій перший гол за новий клуб. Перший сезон Фернандес із 7 м'ячами закінчив другим найкращим бомбардиром команди.
21 листопада 2012 року в матчі групового етапу Ліги чемпіонів проти «Зеніта», Феранадес забив гол і був визнаний найкращим футболістом матчу, проте поступово стратив місце в команді.
30 серпня 2013 року перейшов в іспанський «Райо Вальєкано» на правах вільного агента, але через травму за команду майже не грав.
1 серпня 2014 Фернандес повернувся на батьківщину, ставши гравцем «Насьйоналя» і в першому ж сезоні став з командою чемпіоном Уругваю. Наразі встиг відіграти за команду з Монтевідео 27 матчів в національному чемпіонаті.

## Виступи за збірну
24 травня 2006 року дебютував в офіційних іграх у складі національної збірної Уругваю, вийшовши на заміну на 85-й хвилині в товариському матчі проти збірної Румунії (2:0). 
У складі збірної був учасником чемпіонату світу 2010 року у ПАР, де зіграв у двох матчах, а його збірна стала півфіналістом турніру.
Всього провів у формі головної команди країни 14 матчів, забивши 2 голи.

## Досягнення
- Чемпіон Уругваю (4): 2007/08, 2014/15, 2016, 2019
- Чемпіон Аргентини (1): 2009
- Володар Суперкубка Уругваю (1): 2019